# Wessobrunnbönen

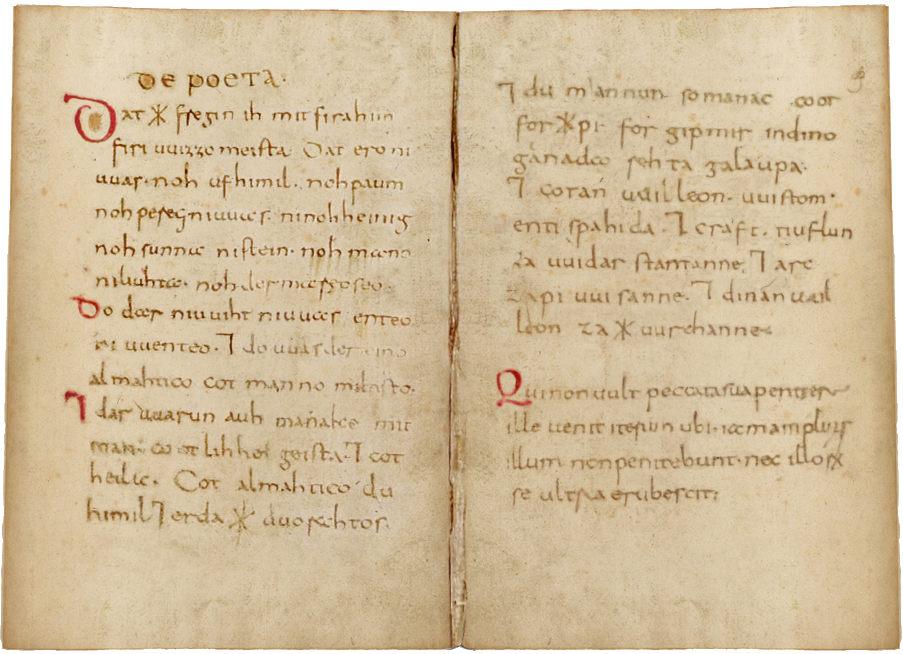
Uppslag med Wessobrunnerbönen.

Wessobrunnbönen (ty. Wessobrunner Gebet), är ett litet, från klostret Wessobrunn (nära München) härstammande fornhögtyskt litteraturalster från 800-talet, delvis i bunden (allittererande), delvis i obunden form. Det prosaiska stycket (slutet) utgör en bön till Gud; därav namnet. Den poetiska delen (början), som troligen är ett fragment av en längre dikt, skildrar världens skapelse i enlighet med bibelns framställning. Detta stycke har vunnit en viss ryktbarhet därigenom att man länge med orätt ansett det vara en hednisk dikt, en motsvarighet till Völuspá.